# Sun Wei
Sun Wei (孙炜S; Nantong, 12 agosto 1995) è un ginnasta cinese, vincitore della medaglia di bronzo ai Giochi olimpici di Tokyo 2020 nel concorso a squadre. Vanta due ori iridati e due argenti sempre nel concorso a squadre.

## Biografia
Sun Wei ha vinto la medaglia d'oro nel concorso a squadre, l'argento alla sbarra e il bronzo al cavallo con maniglie ai Giochi asiatici di Giacarta 2018. Due mesi dopo, insieme a Deng Shudi, Lin Chaopan, Xiao Ruoteng, e Zou Jingyuan, diventa campione mondiale con la Cina a Doha 2018, davanti a Russia e Giappone, e giunge quarto nel concorso individuale.
Ha rappresentato la Cina ai Giochi olimpici estivi di Tokyo 2020, vincendo la medaglia di bronzo nel concorso a squadre, con Lin Chaopan, Xiao Ruoteng e Zou Jingyuan.
Si è anche qualificato per la finale del concorso individuale, dove ha terminato al 4º posto in classifica.

## Palmarès
- Giochi olimpici

Tokyo 2020: bronzo nel concorso a squadre;
- Mondiali

Doha 2018: oro nel concorso a squadre;
Stoccarda 2019: argento nel concorso a squadre;
Liverpool 2022: oro nel concorso a squadre;
Anversa 2023: argento nel concorso a squadre;
- Giochi asiatici

Giacarta 2018: oro nel concorso a squadre; argento nella sbarra; bronzo nel cavallo con maniglie;
- Campionati asiatici

Bangkok 2017: oro nel concorso a squadre;